# Діогу Родрігіш
Діо́гу Родрі́гіш де Азеведу (порт. Diogo Rodrigues de Azevedo, ~1500 р. ? — 21.04.1557, Гоа, Португальська Індія), більш відомий як просто Діогу Родрігіш — португальський мореплавець і колоніальний діяч першої половини XVI століття. У 1528 році, під час плавання через Індійський океан Родрігіш назвав своїм ім'ям острів Родрігес, а також дав назву усьому архіпелагу Маскаренські острови.

## Біографія
Вважається, що Діогу Родрігіш відплив з Португалії до Індії як керманич на флоті Педру Машкареньяша в 1512 році. З часом він облаштувався в Гоа, вивчив місцеву мову і керував будівництвом португальського форту в Гоа.
Є відомості про, принаймні одне повернення діогу з Індії до Португалії у 1528 році. На шляху до Португалії Діогу Родрігіш проплив вздовж раніше відкритих португальцями островів і дав усьому архіпелагу назву Маскаренські острови, а також назвав один з островів архіпелагу на свою часть — острів Родрігес.

## Острів Родригес та Маскаренські острови

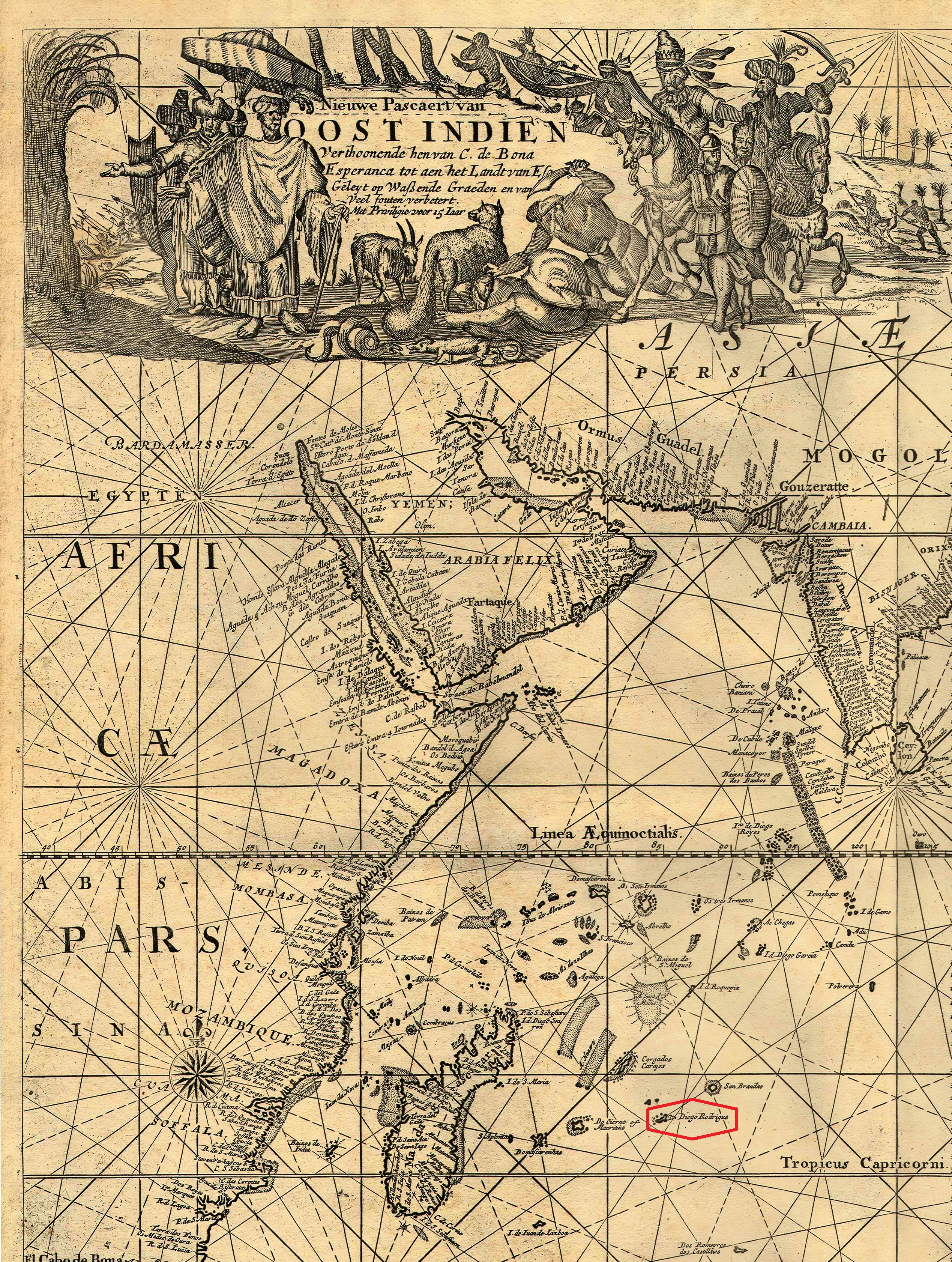
Маскаренські острови на голландській карті 1689 року, на якій показано острів під назвою Діогу Родрігіш (обведено червоним)

Усі три головних острова Маскаренського архіпелагу першим з європейців відкрив в 1507 році португальський мореплавець Діогу Фернандіш Перейра, що в складі 5-ї португальської Індійської Армади прямував до португальського Гоа в Індії на чолі з Афонсу де Албукеркі. Діогу Фернандіш на свойому кораблі пройшов широкою дугою південніше острова Мадагаскар і натрапив на острів, який він негайно назвав Ілья-де-Санта-Аполонія (на честь святої Аполлонії, день якої був 9 лютого 1507 року, сучасний острів Реюньйон). Він попрямував далі на схід і неподалік відкрив острів, який назвав Ілья-до-Сірне на честь свого корабля (сучасний острів Маврикій). Звідти Фернандіш пішов ще далі на схід і відкрив острів, який він назвав на свой честь острів Діогу Фернандіш (порт. ilha de Diogo Fernandes, Domigo Friz або Domingo Frias, останні дві назви, ймовірно, є картографічними транскрипціями або абревіатурами «Diogo Fernandes»). Щоб поповнити запаси води, Діогу Фернаніш зупинявся на першому та третьому з відкритих ним островів. Острів Діогу Фернандіш в 1509 році відвідав дон Діогу Лопіш де Секейра, який назвав острів на свою честь. Назва «Дом Галоп» (Dom Galopes), що зутрічається на картах є ще однією транскрипційною абревіатурою.
Повертаючись з Гоа в Португалію у 1528 році через Індійський океан, Діогу Родрігіш відвідав острови Реюньйон, Маврикій і Родрігес, назвавши весь цей архіпелаг Маскаренськими островами на честь губернатора Португальської Індії Педру де Машкареньяша, який вперше відвідував острови ще в 1512 році. Острів, який раніше на португальських картах раніше носив назву «Діогу Фернандіш» та «Дом Галом», Діогу Родрігіш назвав на честь себе і назва Родригес остаточно закріпилась за цим островом. Португалія не претендувала на право власності, але використовувала острів як знак для плавання і офіційно позначала його на всіх картах, картографічних матеріалах того часу як "Rodrigues", "Diogo Roiz", "Roiz" або "Diogo Rodrigues".

## Подальша кар'єра в Індії

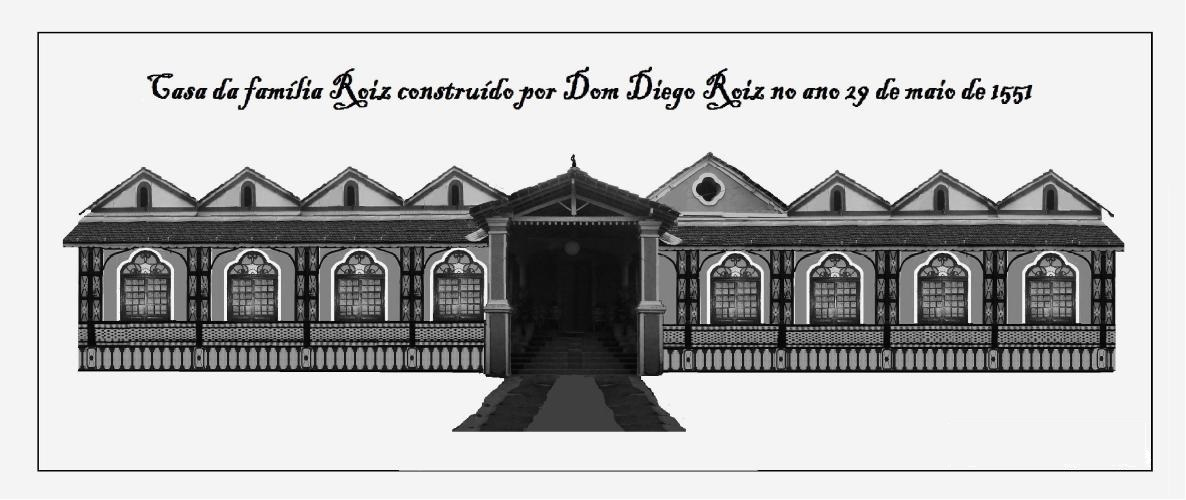
Будинок Діогу Родрігіша в Гоа, збудований в 1551 році

Точний строк перебування Діаша в Португалії невідомий. але незабаром він знову повернувся до Індії.
У 1534 році султан Гуджарата Бахадур-хан підписав мирний договір з губернатором Нуну да Кунья, яким передав у володіння португальців територію Васаі (Бассейна), включаючи острів Сальсетт, на якому згодом розвинувся колоніальний Бомбей, нинішній Мумбаї). У 1535 році Родрігіш взяв острів Сальсетт в оренду до 1548 року іі став його губернатором. Він також був відомий як «местре Дієго» за його мистецький внесок у благоустрій Сальсетти.

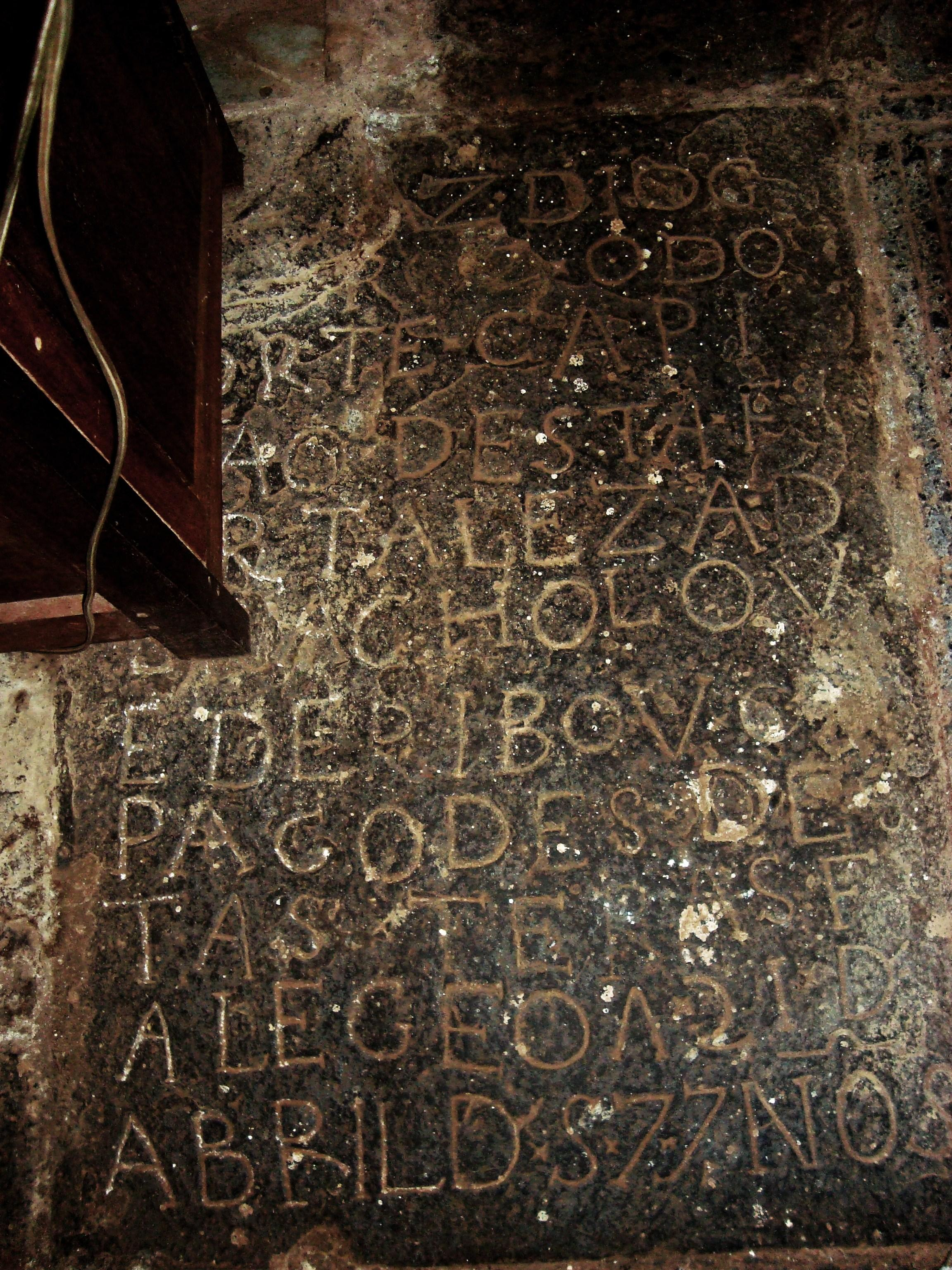
Напис на місці поховання Діогу Родрігіша

У 1535 році Родрігіш також прийняв активну участь в реконструкції нової португальської фортеці Діу, що раніше належала Гуджаратському султанату . Пізніше фортеця вважалась неприступною, оскільки протягом понад чотири століття вона витримала усі облоги і жодного разу не була захоплена.
В Гоа Діогу володів місциною, що мала назву «пляж Колва» (ісп. praia da Colva), яка була передана нащадкам його сім'ї як частина сімейної власності. В цьому поселенні у 1551 році він побудував свій величезний будинокі. У 1567 році, під час компанії по християнізації Гоа він наказав знищити індуїстські храми та дев'ять пагод.
Діогу Родрігіш помер у Гоа в 1577 році. За словами Жузе Ніколау да Фонсека, Діогу Родрігіш був похований у Гоа з епітафією:
|  | Тут спочиває Діогу Родрігіш, могутній капітан цієї фортеці, який зруйнував пагоди цих територій. Помер 21 квітня 1577 року (порт. Acqui jaz Diogo Rodrigues o do Forte, Capitão desta Fortaleza, o qual derrubou os pagodes destas terras. Falleceu á 21 de Abril de 1577 annos). |